# 31 (число)
Вижте пояснителната страница за други значения на 31.
Трийсет и едно (също и тридесет и едно) е естествено число, предхождано от трийсет и следвано от трийсет и две. С арабски цифри се записва 31, а с римски – XXXI. Числото 31 е съставено от две цифри от позиционните бройни системи – 3 (три) и 1 (едно).

## Математика
- 31 е нечетно число.
- 31 е просто число.
- 31 е пермутационно просто число.
- 31 е безквадратно число.
- 29 и 31 са петата двойка прости числа близнаци.
- 31 е третото мерсеново просто число (след 3 и 7).
- 31 е осмото щастливо число.
- 31 = 20+21+22+23+24
- 31 = 22+33
- Известни са 31 построими правилни многоъгълници с нечетен брой страни.

## Други факти
- Химичният елемент под номер 31 (с 31 протона в ядрото на всеки свой атом) e галий.
- По 31 дни са най-дългите месеци: януари, март, май, юли, август, октомври и декември.
- 31 декември е последният ден от годината по Григорианския календар.
- 31 букви има македонската азбука.
- 31 сегмента има човешкият гръбначен мозък.
- Телефонният код на Нидерландия е +31.